# Charles O. Lobeck

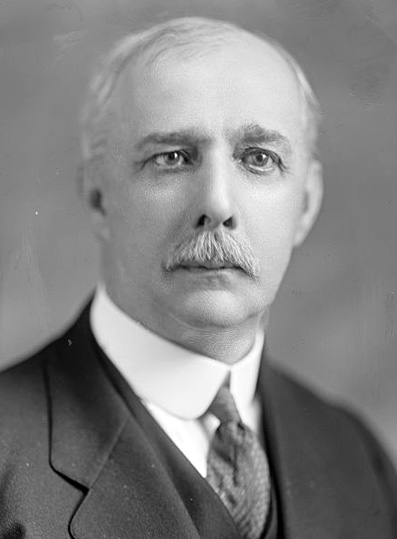
Charles O. Lobeck

Charles Otto Lobeck (* 6. April 1852 in Andover, Henry County, Illinois; † 30. Januar 1920 in Omaha, Nebraska) war ein US-amerikanischer Politiker. Zwischen 1911 und 1919 vertrat er den zweiten Wahlbezirk des Bundesstaates Nebraska im US-Repräsentantenhaus.

## Werdegang
Charles Lobeck besuchte die öffentlichen Schulen in Geneseo (Illinois), das German Wallace College in Berea (Ohio) und das Dyhrenfurth Commercial College in Chicago. Im Jahr 1869 zog er nach Dayton (Iowa), wo er in einem Laden angestellt war. Zwischen 1875 und 1892 war Lobeck als Handelsreisender in Nebraska und Iowa unterwegs. Von 1892 bis 1895 arbeitete er in Omaha in der Eisenwarenbranche.
Politisch war Charles Lobeck zunächst Mitglied der Republikanischen Partei. Im Jahr 1892 wurde er in den Senat von Nebraska gewählt. 1896 wechselte er zur Demokratischen Partei. Von 1897 bis 1903 war er Mitglied im Stadtrat von Omaha. Zur gleichen Zeit stieg er in das Immobilien- und Versicherungsgeschäft ein. Von 1903 bis 1911 war er bei der Stadt Omaha angestellt.
1910 wurde Lobeck im zweiten Distrikt von Nebraska in das US-Repräsentantenhaus gewählt, wo er am 4. März 1911 die Nachfolge von Gilbert Monell Hitchcock antrat. Nachdem er bei den Wahlen der Jahre 1912, 1914 und 1916 jeweils in seinem Amt bestätigt wurde, konnte er bis zum 3. März 1919 insgesamt vier Legislaturperioden im Kongress absolvieren. Ab 1913 war er Vorsitzender des Ausschusses zur Überwachung der Ausgaben des Finanzministeriums. Bei den Wahlen des Jahres 1918 unterlag Lobeck dem Republikaner Albert W. Jefferis.
Nach dem Ende seiner Zeit im Kongress arbeitete Lobeck wieder im Immobilien- und Versicherungsgeschäft. Er starb am 30. Januar 1920.